# Uncarina leptocarpa
Uncarina leptocarpa ist eine Pflanzenart aus der Gattung Uncarina in der Familie der Sesamgewächse (Pedaliaceae).

## Beschreibung
Uncarina leptocarpa wächst als kleiner Baum mit überhängenden Ästen und einer dicht verzweigten Krone. Er wird etwa 2,5 Meter hoch und besitzt eine sehr große, unregelmäßige und unterirdische Knolle. Die fünfeckige Blattspreite wird bis 13 Zentimeter lang und bis 14 Zentimeter breit. Es werden kleine, spitze Lappen und meist auch zwei undeutliche basale Lappen ausgebildet. Der Blattrand ist ganzrandig. Auf der Blattoberseite sind nur wenige, einzelne Schleimdrüsen mit einem quadratischen Kopf vorhanden. An den Adern der Blattunterseite stehen die Schleimdrüsen in größerer Anzahl.

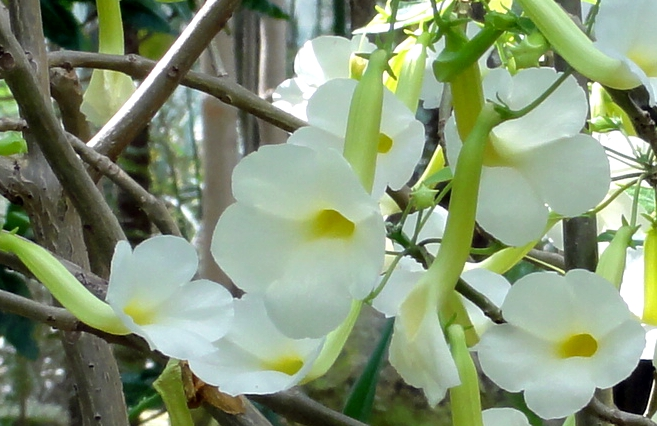
Einzelblüten

Der Blütenstand besteht aus Cymen mit 1 bis 3 Einzelblüten, die keine großen Büschel ausbilden. Die weißen Blüten besitzen einen hellgelben Schlund. Die Blütenröhre wird 6 bis 7 Zentimeter lang.

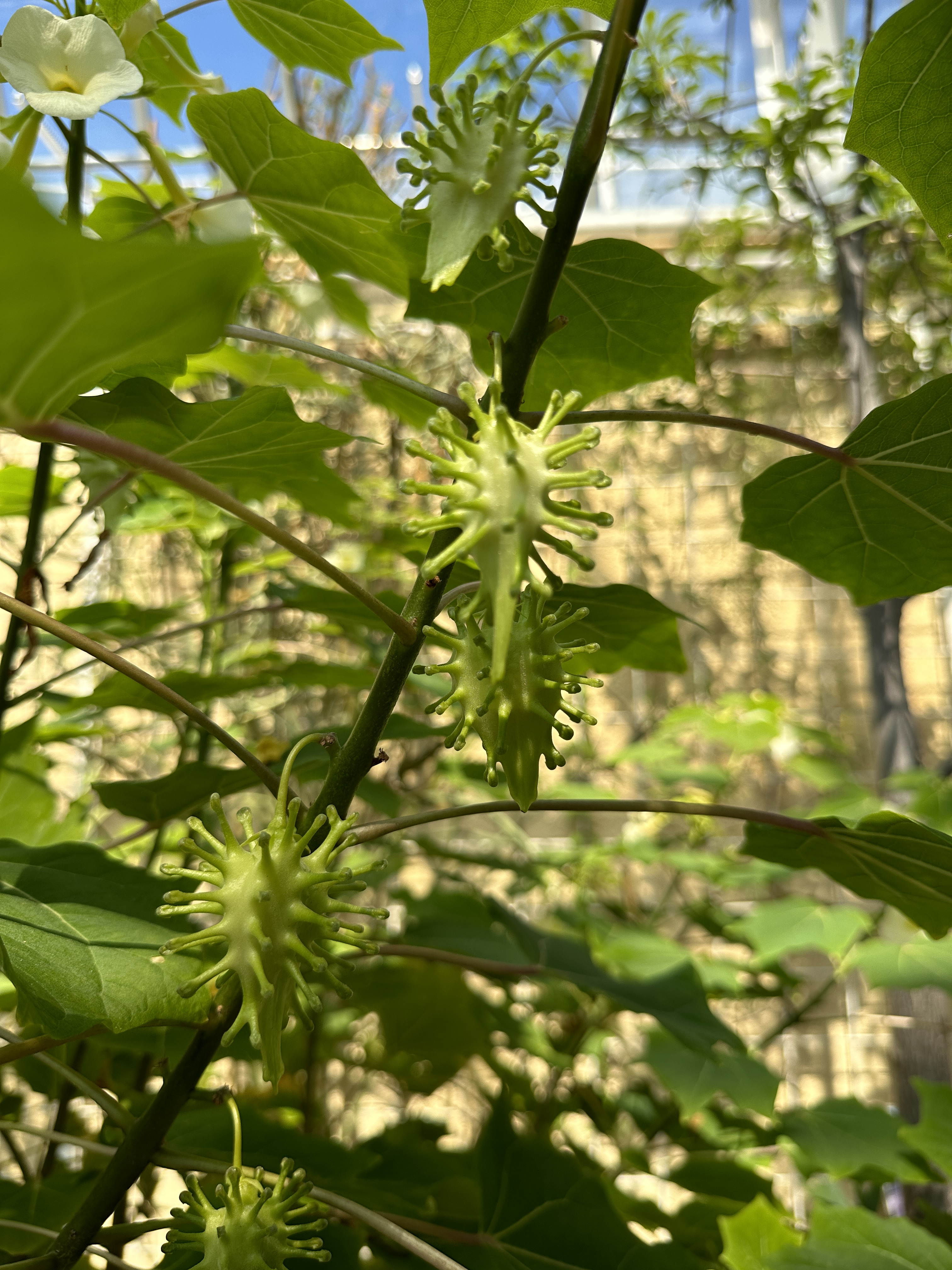
Unreife Früchte

Die seitlich stark zusammengedrückte Frucht ist in der Seitenansicht eiförmig und mit einem langen, schmalen, länglichen Schnabel versehen. An den 5 Zentimeter langen und 3 Zentimeter breiten Früchten werden zwei verschiedene Stachelformen ausgebildet. Die bis 15 Millimeter langen Hakenstacheln stehen etwa zu fünft in einer Reihe, wobei sie nicht über den Schnabel hinaus gehen. Die stark verbreiterten Basen der Stacheln bilden einen bis 5 Millimeter hohen Kamm aus. Die zahlreichen einfachen Stacheln sind etwa bis 3 Millimeter lang und oft unterentwickelt. Es werden keine falschen Scheidewände ausgebildet. Die verkehrt eiförmig-dreieckigen Samen werden 8 Millimeter lang und 8 Millimeter breit. Die mit breiten Flügeln versehene Samen wird 1,5 Millimeter groß.

## Verbreitung und Systematik
Uncarina leptocarpa ist endemisch in Zentral- und West-Madagaskar, im Süden der Provinz Mahajanga und im Norden der Provinz Toliara auf Kalkböden und zwischen Kalksteinfelsen verbreitet.
Die Erstbeschreibung der Art, als Harpagophytum leptocarpum Decne., erfolgte 1865 durch Joseph Decaisne. Hans-Dieter Ihlenfeldt und Herbert Straka stellten die Art 1962 in die Gattung Uncarina.